# Camilla (Vorname)
Camilla ist ein weiblicher Vorname.

## Herkunft und Bedeutung
Beim Namen Camilla handelt es sich um die weibliche Variante des römischen Cognomen Camillus. Eine andere Deutung leitet den Namen vom Namen der Pflanze Kamille, griechisch χαμαίμηλον chamaímēlon „Erdapfel“ her.

## Verbreitung
In Italien hat sich Camilla unter den 40 meistgewählten Mädchennamen etabliert. Im Jahr 2020 erreichte er Rang 17 der Hitliste. In Norwegen stieg der Name ab dem Ende der 1960er Jahre rasch in der Top-100 der Vornamenscharts auf. Von 1976 bis 1996 zählte er zu den 10 meistvergebenen Mädchennamen und erreichte dabei als höchste Platzierung mehrfach Rang 3. Ab dem Ende der 1990er Jahre sank die Popularität stark. Seit 2008 zählt der Name nicht mehr zu den 100 beliebtesten Mädchennamen.

## Varianten
Für männliche und weibliche Varianten: siehe Camilo (Varianten)

## Namenstag
Der Namenstag von Camilla wird nach Camilla von Auxerre am 3. März gefeiert.

## Bekannte Namensträgerinnen

### Camilla
- Queen Camilla (* 1947), Ehefrau von Charles III., Königin des Vereinigten Königreichs Großbritannien und Nordirland
- Camilla Andersen (* 1973), dänische Handballspielerin
- Camilla Belle (* 1986), US-amerikanische Schauspielerin
- Camilla Birke (1905–1988), österreichische Textilkünstlerin und Kunstgewerblerin
- Camilla Collett (1813–1895), norwegische Schriftstellerin
- Camilla Dalby (* 1988), dänische Handballspielerin
- Camilla Eibenschütz (1884–1958), deutsche Schauspielerin
- Camilla Friedländer (1856–1928), österreichische Stillleben-Malerin
- Camilla George (* 1988), nigerianische Jazzmusikerin
- Camilla Gibb (* 1968), kanadische Schriftstellerin
- Camilla Grebe (* 1968), schwedische Betriebswirtin und Schriftstellerin
- Camilla Henemark (* 1964), schwedische Sängerin und Schauspielerin
- Camilla Herrem (* 1986), norwegische Handballspielerin
- Camilla Hirsch (1869–1948), eine der wenigen älteren Holocaustüberlebenden des Konzentrationslagers Theresienstadt
- Camilla von Hollay (1899–1967), ungarische Schauspielerin
- Camilla Horn (1903–1996), deutsche Schauspielerin
- Camilla Jellinek (1860–1940), österreichische Frauenrechtlerin und Juristin
- Camilla Kallfaß (* 1982), deutsche Musical-Sängerin (Sopran)
- Camilla Läckberg (* 1974), schwedische Kriminalschriftstellerin
- Camilla Luddington (* 1983), britische Schauspielerin
- Camilla Martin (* 1974), dänische Badmintonspielerin
- Camilla More (* 1962), britische Schauspielerin
- Camilla Moroni (* 2001), italienische Sportkletterin
- Camilla Nilsson (* 1967), schwedische Skirennläuferin
- Camilla North (* 1984), norwegische Sängerin, Songwriterin und Model
- Camilla Nylund (* 1968), finnische Sopranistin
- Camilla Pedersen (* 1983), dänische Triathletin
- Camilla Power (* 1976), irische Film- und Theaterschauspielerin
- Camilla Ravera (1889–1988), italienische Politikerin
- Camilla Renschke (* 1980), deutsche Schauspielerin
- Camilla von Rosenborg (* 1972), Angehörige der dänischen Königsfamilie
- Camilla Rothe (* 1974), deutsche Fachärztin für Innere Medizin, Tropenmedizin und Infektiologie
- Camilla Rutherford (* 1976), britische Schauspielerin
- Camilla Sparv (* 1943), schwedische Schauspielerin
- Camilla Spira (1906–1997), deutsche Schauspielerin
- Camilla Stoltenberg (* 1958), norwegische Epidemiologin
- Camilla Thorsen (* 1975), norwegische Handballspielerin
- Camilla Tilling (* 1971), schwedische Opern- und Konzertsängerin (Sopran)
- Camilla Williams (1919–2012), US-amerikanische Opernsängerin (Sopran)
- Camilla Zach-Dorn (1859–1951), deutsche Malerin

### Camila
- Camila Alonso Aradas (* 1994), spanische Triathletin
- Camila Alves (* 1982), brasilianisches Model und Fernsehmoderatorin
- Camila Bordonaba (* 1984), argentinische Schauspielerin und Sängerin
- Camila Cabello (* 1997), US-amerikanische Sängerin
- Camila Colombo (* 1990), uruguayische Schachspielerin
- Camila Fuentes (* 1995), mexikanische Tennisspielerin
- Camila Guevara (* 2000), kubanische Liedermacherin
- Camila Giangreco Campiz (* 1996), paraguayische Tennisspielerin
- Camila Giorgi (* 1991), italienische Tennisspielerin
- Camila Martins Pereira (*  1994), brasilianische Fußballspielerin
- Camila Mendes (* 1994), brasilianisch-US-amerikanische Schauspielerin
- Camila Meza (* 1985), chilenische Jazzmusikerin und Songwriterin
- Camila Moreno (* 1985), chilenische Sängerin
- Camila Morrone (* 1997), US-amerikanische Schauspielerin
- Camila Romero (* 1998), ecuadorianische Tennisspielerin
- Camila Vallejo (* 1988), chilenische Politikerin

### Kamila
- Kamila Andini (* 1986), indonesische Filmregisseurin, Drehbuchautorin und Filmproduzentin
- Kamila Augustyn (* 1982), polnische Badmintonspielerin
- Kamila Benschop (* 1986), deutsche Dolmetscherin, Sportjournalistin und Moderatorin
- Kamila Bulířová (* 1977), tschechische Extremsportlerin
- Kamila Chudzik (* 1986), polnische Siebenkämpferin
- Kamila Ciba (* 1995), polnische Sprinterin (100- und 200-Meter-Lauf)
- Kamila Gasiuk-Pihowicz (* 1983), polnische Politikerin und Rechtsanwältin
- Kamila Gradus (* 1967), polnische Marathonläuferin
- Kamila Hudecová (* 1987), slowakische Fußballspielerin
- Kamila Kerimbajewa (* 1995), kasachische Tennisspielerin
- Kamila Kmiecik (* 1988), polnische Fußballspielerin
- Kamila Lićwinko (* 1986), polnische Hochspringerin
- Kamila Magálová (* 1950), slowakische Schauspielerin, Sängerin und Unternehmerin
- Kamila Moučková (1928–2020), tschechische Fernsehmoderatorin
- Kamila Polak (* 1978), österreichische Triathletin
- Kamila Przybyła (* 1996), polnische Stabhochspringerin
- Kamila Rajdlová (* 1978), ehemalige tschechische Skilangläuferin
- Kamila B. Richter (* 1976), tschechisch-deutsche Medienkünstlerin
- Kamila Rosenbaumová (1908–1988), tschechoslowakische Tänzerin und Choreographin
- Kamila Shamsie (* 1973), pakistanisch-britische Schriftstellerin
- Kamila Skolimowska (1982–2009), polnische Hammerwerferin
- Kamila Żuk (* 1997), polnische Biathletin

### Kamilla
- Kamilla Rytter Juhl (* 1983), dänische Badmintonspielerin
- Kamilla Krogsveen (* 1978), norwegische Drehbuchautorin
- Kamilla Larsen (* 1983), dänische Handballspielerin
- Kamilla Schatz (* 1968), österreichisch-schweizerische Kulturintendantin und Gründerin der Pestalozzi Schulcamps
- Kamilla Senjo (* 1974), deutsche Hörfunk- und Fernsehjournalistin und -moderatorin
- Kamilla Morais Sotero (* 1994), brasilianische Fußballspielerin
- Kamilla Wassiljewna Trewer (1892–1974), russisch-sowjetische Historikerin, Orientalistin und Hochschullehrerin